# Les Corrections
Les Corrections (titre original : The Corrections) est un roman de l'auteur américain Jonathan Franzen publié en 2001 chez Farrar, Straus and Giroux, et en 2002, en traduction française par Remy Lambrechts, aux Éditions de l'Olivier.

## Intrigue
Le livre raconte l'histoire d'une famille traditionnelle du Mid-Ouest des États-Unis sur le point de s'effondrer sous la pression des illusions et des mensonges que ses membres tentent d'entretenir.
L'action se concentre sur les années 1998-1999 : Bill Clinton, crise financière russe de 1998 (après le dégel, il y a la pourriture (p. 147)), indépendance de la Lituanie puis événements de janvier 1991 (d'où proviennent les cicatrices de Gitanas).
Les parents Lambert, les pires réacs d'Amérique, continuent à habiter dans une banlieue gérontocratique de Saint Jude, ville fictive du Midwest. 
Le père, Alfred, originaire de McCook (Nebraska), a été presque toute sa vie ingénieur des chemins de fer à la Midland Pacific Railroad, inspirée de la Midland Pacific Railway (en), tout en menant des recherches à domicile sur des matériaux, dont un métal capable de se plaquer lui-même.
Depuis sa retraite, aimable vieillard, il ne bouge plus guère de son vieux fauteuil bleu, où il passe de longues siestes en stupeur enchantée, souffre d'un début de Parkinson, et depuis peu d'un début de démence non médicamenteuse d'Alzheimer ou de Parkinson.
La mère, Enid, gère les kilos quotidiens du courrier du couple, est dépendante de l'angoisse des bons de réduction à date d'expiration dépassée. Elle est perçue comme l'emmerdeuse, la peste embarrassante, folle, maboule, hystérique, moralisatrice, et de l'église presbytérienne de Paradise Valley.
Habituée de leur guerre civile domestique, elle parvient à persuader son mari de participer à une croisière de luxe à bord du  Myrdal (en hommage au Prix Nobel d'économie 1974), Couleurs d'automne, en mer, durant laquelle ils fréquentent trois couples (américains, norvégiens, sudédois) mais où Enid et Sylvia Roth se heurtent à une cohue de seniors et de relents gastriques, de relents de désinfectant, où Alfred multiplie les maladresses, et où Enid se met à dépendre du Aslan (quatre dollars par jour pour avoir la pêche (p. 406)).
Nostalgique de l'époque où la famille était l'âme de la maison (p. 341), elle cherche à réunir au moins ses trois enfants pour un dernier Noël ensemble dans leur maison de Saint June. Alors même que Chip est embauché par Gitanas pour devenir à Vilnius vice-président chargé des présentations volontairement biaisées d'une escroquerie électronique visant des investisseurs américains, dans une sorte de néotechnoféodalisme éclairé menacé par un très bon baron du crime organisé, Victor Lichenkev.

## Composition
Le livre se compose des parties suivantes :
- Saint Jude (pp. 9-22)
- L'Échec (pp. 23-176)
- Plus il y songeait, plus il était en rogne (pp. 177-302)
- En mer (pp. 303-429)
- Anarchie (pp. 431-580)
- Un dernier Noël (pp. 581-705)
- Les corrections (pp. 707-716)

## Personnages
- Alfred Lambert, ingénieur retraité, travailleur, lecteur de Schopenhauer, marqué par la découverte dans sa jeunesse de la patte ensanglantée d'un coyote entre les dents d'un piège métallique (p. 348), hurleur, punisseur, personnalité anale constipée (timidité, raideur, accès de rage tyrannique), raciste (p. 363), désormais doté de couches pour incontinence urinaire et sujet à des hallucinations (le rebelle étronien (p. 358/365) qui le traite de Trouduc)
- Enid (75 ans), son épouse, à grand-mère peut-être juive de Vienne (Autriche), douée pour les mathématiques, orientée vers la comptabilité
  - ses amies Mary Beth Schumpert (et son mari aux vitraux), Esther Root (et son mari aux chalets pour pinsons), Bea Meisner (et son mari au suivi de portefeuille boursier)
- Gary Lambert (leur fils aîné, 39 ans), à Philadelphie, banquier, vice-président de CenTrust Bank, supposé déprimé et paranoïaque, et/ou souffrant d'anhédonie (p. 210), grisonnant
  - son épouse Caroline (45 ans), d'origine quaker, en mi-temps au Fonds de défense des enfants
  - leurs enfants : Aaron (14), Caleb (11-12), Joanh (7-8)
  - Earl Curly Eberle, son procédé CorectOr, à la présentation d'Axon
- Chip Lambert (leur second fils, 34-35 ans), à New York, grand type athlétique, auteur d'une thèse (Dubitativement dressé : anxiétés du phallus dans le drame Tudor), exprof de Brûlantes fictions, rivet de fer forgé à l'oreille, auteur d'un scénario La Pourpre académique, correcteur de contrats, d'une irresponsabilité confondante
  - Tori Timmelman, théoricienne féministe, sa compagne pendant près de dix ans
  - Ruthie Hamilton, historienne marxisante
  - Melissa Paquette, étudiante de première année
  - Vendla O'Fallon, collègue enseignante, concurrente à la titularisation en artefacts textuels
  - Eden Procuro (36 ans), épouse de Doug O'Brien, banquier en fusions-acquisitions, qui lui assure quelques revenus de rédaction-correction,
  - Gitanas Misevicius, ancien vice-premier ministre de Lituanie, époux de Julia Vrais, Misevicieux (selon Denise), qui l'embauche pour créer et gérer à Vilnius son site Lithuania.com, et patron de Transbaltic Wireless
- Denise Lambert (32 ans, leur unique fille), à Philadelphie, chef de cuisine de restaurant de luxe (Ardennes, Mare Scuro, Le Generator)
  - ses collègues dessinateurs des schémas de câblage et des signaux de la compagnie ferroviaire : Alan Jaborets, Laredo Bob, Sam Beuerlein, Don Armour, Ed Alberding, Lamar, etc, juste avant la fusion (et l'informatisation peut-être), pour son job d'été avant l'université
  - ses amours, Don Armour, Ed Sterling, Émile Berger, Becky Hermerling, Brian Callahan, Robin Passafaro...
  - son amie Julia Vrais (28-30), mariée à Gitanas Misevicius, et qui s'intéresse à un scénario de Chip
  - Brian Callahan, de Cape May (New Jersey), l'homme marié (à Robin Passafaro) qui lui propose d'ouvrir un restaurant totalement à son goût dans l'ancienne centrale électrique de PECO Energy Company (en)
  - Rob Zito, premier directeur du restaurant Le Generator
  - Henry Dusinberre, professeur de théâtre au lycée (p. 462)
- Robin Passafaro, La Tocarde, responsable du Projet Potager, mon petit royaume enchanté, ambassadrice de son frère  auprès de la famille de Rick Flamburg (dernière victime de son frère), devenue amie de Denise
  - son frère, Bill Passafaro, frère adoptif, anarchiste, tendance Minutemen
  - son père, Nick Passafaro, et ses deux frères, Jimmy et Johnny
  - son grand-père Fazio Passafaro
  - son mari, Brian Callahan, président de High Temp Products, inventeur du Eigenmelody (pour le commerce de la musique en ligne)
  - ses filles, Sinéad et Erin

## Titre
Chip, après son renvoi du College pour comportement inapproprié avec une étudiante, est employé comme correcteur de contrats bancaires. Il est aussi un supposé scénarise doué qui échappe à Denise et à leurs parents pour essayer de rattraper diverses bourdes dans le scénario remis à Julia, et qu'il découvre utilisé pour gribouiller par la fille d'Eden. Et ce scénario va connaître beaucoup de révisions...
Une des causeries du conseiller en investissements s'intitule Survivre aux corrections (p. 424), dans la haute mer de la haute finance.
Le médicament miracle de l’Axon Corporation, à destination des malades atteints de Parkinson, d'Alzheimer et d'autres affections neurologiques dégénératives, s'appelle CorectOr (p. 241), mais ne prouve pas son efficacité sur Alfred.
Enfin, pour Alfred, jusqu'à la fin, les corrections d'Enid avaient été vaines : il était aussi entêté que le jour où elle l'avait rencontré (p. 716).

## Récompenses
- National Book Award Fiction 2001
- Prix James Tait Black Fiction 2002
- Nommé pour les Prix Pulitzer, PEN/Faulkner Award, National Book Critics Circle Award, International IMPAC Dublin Literary Award
- Inscrit dans la Liste de la BBC pour les 20 meilleurs romans 2000-2014 (de), la Liste des best-sellers littéraires en Allemagne (de), les 100 meilleurs romans du Time

## Adaptation
Le livre a été adapté à la radio en 2015, et a presque été adapté au cinéma et/ou à la télévision, après diverses réécritures de scénario.